# Fira Modernista de Terrassa

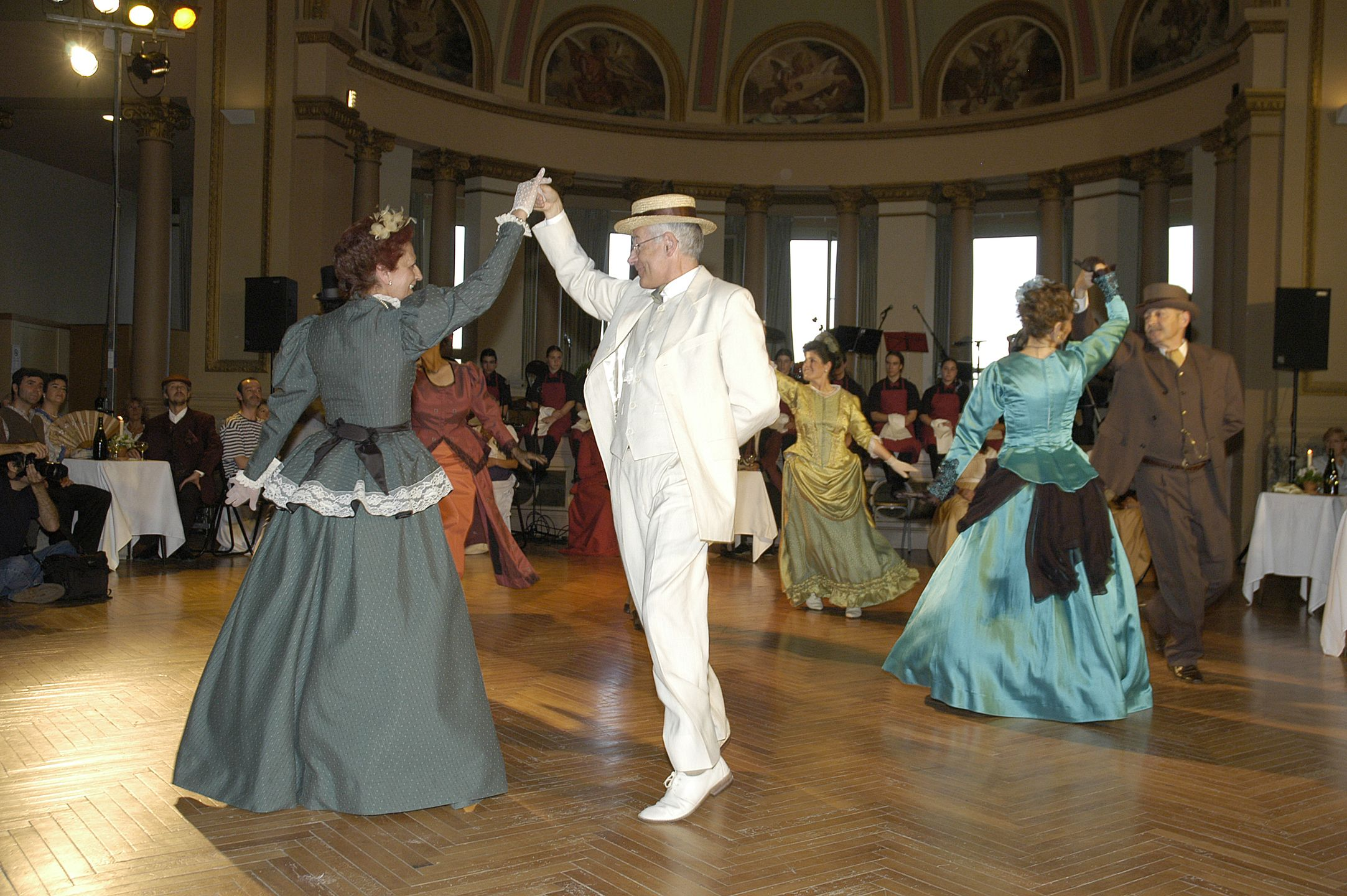
Ball al Gran Casino durant la Fira Modernista de Terrassa

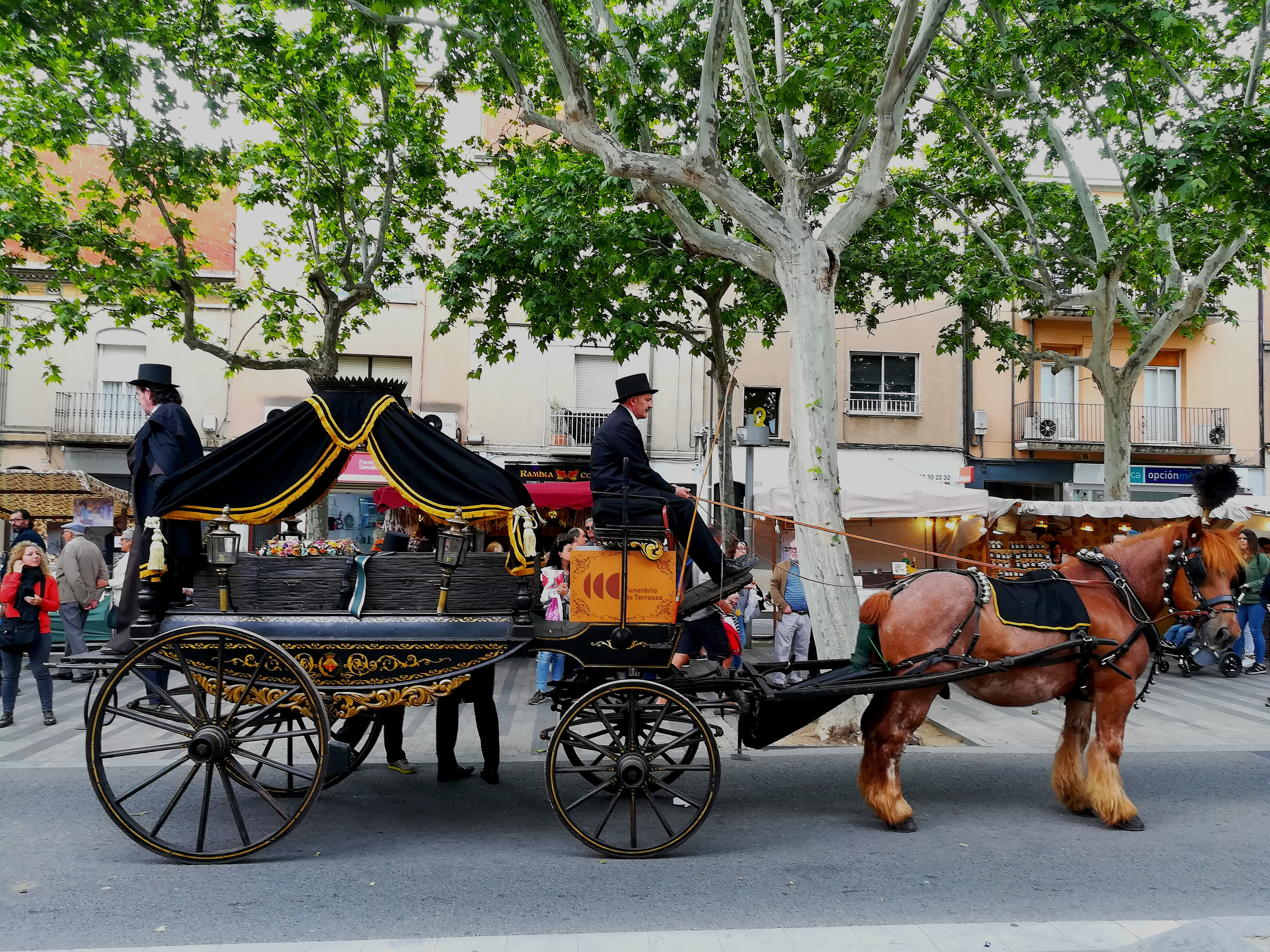
Recreació d'un enterrament modernista a la Rambla d'Ègara

La Fira Modernista de Terrassa s'ha convertit en pocs anys en un dels més destacats esdeveniments turístics de Catalunya, que atrau cada any al mes de maig més de cent mil visitants, durant un cap de setmana ple d'activitats culturals, gastronòmiques, infantils, espectacles, exposicions... És aquesta la gran festa del modernisme a Catalunya, en la qual participen ciutats modernistes, artesans i artistes de tot el país, i que ha esdevingut l'aparador d'una època vital, colorista, innovadora que va deixar una profunda empremta en el caràcter i el paisatge catalans a través de les arts, l'arquitectura, la indústria...
Terrassa és una de les capitals catalanes, espanyoles i europees del modernisme industrial. Ha conservat i revaloritzat un extraordinari patrimoni arquitectònic (fàbriques, "vapors", magatzems, residències, edificis públics...) i l'ha convertit en un dels motors de la seva promoció turística i un element clau del nou paisatge urbà d'una ciutat que ha esdevingut a principis del segle XXI la quarta de Catalunya en població i s'ha situat en el rànquing de les 25 primeres ciutats espanyoles.
La història de la Fira Modernista de Terrassa comença el 2003, amb una primera edició en la qual ja s'esbossaven les característiques que després s'han anat desenvolupant fins a assolir la maduresa del model d'un esdeveniment participatiu, orientat al gran públic, ric en valors culturals i ple d'oportunitats per gaudir d'un viatge imaginari al passat.

## 1228: la fira de primavera
Cal buscar les arrels més remotes de la Fira Modernista vuit segles enrere, a l'Edat Mitjana, quan Terrassa era una petita vila medieval que prenia forma al voltant del desaparegut Castell-Palau, del qual es conserva només avui en dia la Torre del Palau. Aquella vila medieval se situava, envoltada de muralles, en el que ara coneixem com a centre històric. Amb el pas del temps, la vila acabaria absorbint altres nuclis de població com l'antic poble de Sant Pere o el Castell cartoixa de Vallparadís, saltant rieres, creixent en totes les direccions, i convertint-se així finalment en hereva d'una antiga història que es remunta al municipi romà d'Ègara, a l'antiga civilització ibèrica i molt, molt més enrere, fins a la prehistòria... Alguns dels límits de l'antiga vila medieval es poden veure actualment dibuixats al paviment dels carrers del centre (com la Plaça Vella o el Raval), on les rajoles marquen la zona que ocupava la vella muralla i el fossat.
Ara fa vuit segles, el 1228, el rei Jaume I va concedir un privilegi a la vila de Terrassa per poder celebrar una fira de primavera cada any per la festa de la Santa Creu, al mes de maig. Un segle després, el 1338, el rei Pere el Cerimoniós va confirmar novament aquest privilegi terrassenc. I així la tradició, nascuda a començaments del segle xii, va continuar amb algunes variacions fins al segle xix, en una vila que tenia uns tres mil habitants a mitjans del segle xvi i uns nou mil al 1857. Terrassa, que va desenvolupar-se espectacularment amb la revolució industrial i obtingué oficialment el títol de ciutat el 1877, un any després d'enderrocar les últimes restes de les seves muralles, celebrava una Fira de Primavera el primer diumenge de maig i una Fira de Tardor el tercer diumenge de novembre. Un vell costum que es va anar perdent i oblidant en una ciutat que ja no va deixar de créixer: va passar dels 16.000 habitants de l'any 1900 a superar la ratlla dels 200.000 a principis del segle XXI.
L'any 2003 l'Ajuntament va decidir recuperar la tradició de la Fira de Primavera i al mateix temps donar-li un nou sentit: la celebració festiva del caràcter i del patrimoni modernista i industrial de Terrassa, una ciutat capital en el mapa del modernisme a escala catalana, espanyola i europea. En la creació de la Fira Modernista hi van confluir diferents fenòmens que li donen un sentit festiu i històric singular i la converteixen, juntament amb un espectacular catàleg de patrimoni arquitectònic, en el vaixell insígnia de la promoció exterior de l'oferta turística terrassenca.
En les dues darreres dècades del segle XX Terrassa va fer un tomb espectacular, aprofitant les energies i la creativitat que va alliberar la transició democràtica, en un entorn d'estabilitat política i de progressiva incorporació a la Unió Europea, després d'un segle XX convuls i tràgic a vegades. El retorn de la democràcia a la vida municipal, la primavera de 1979, és el catalitzador que posa en marxa idees i forces que anaven prenent forma a la ciutat durant el franquisme i que, en alguns casos, tenien les seves arrels en un passat molt més remot: el del temps de la revolució industrial i del modernisme, quan es forja el caràcter i el paisatge de la Terrassa actual, més hereva d'aquella època que de qualsevol altra.
Després de dècades de creixement desordenat, de fortíssimes onades migratòries i en el context de la forta crisi econòmica de mitjans dels anys 70, Terrassa gira els ulls envers el seu passat industrial, entès d'una nova manera. L'impuls d'un nou urbanisme terrassenc canvia el mapa de la ciutat, genera comunicacions, infraestructures, serveis públics, parcs, jardins... i noves àrees industrials, que dibuixen una anella al voltant de la ciutat. L'activitat industrial es desplaça cap a aquesta anella progressivament i apareix un nou mapa de vapors, de magatzems, de naus, en els quals el present i el futur aprendran a conviure amb el passat. La ciutat protegeix el seu patrimoni arquitectònic modernista i industrial i li troba nous usos: comercials, residencials, museístics... La transformació del paisatge terrassenc a partir dels anys 80 esdevé un exemple a Catalunya, per l'harmoniosa combinació de respecte al patrimoni i d'innovació, per la generació de nous espais públics, de noves oportunitats de progrés i desenvolupament, al mateix temps que es revaloritza un dels patrimonis industrials més extraordinaris del nostre país. La Terrassa dels anys del noucentisme i del modernisme, la vella Egara, la ciutat que Eugeni d'Ors arribà a anomenar "l'Atenes catalana", l'antiga capital llanera, la ciutat dels "paños de Tarrasa" i dels viatjants que recorrien les Espanyes amb el seu mostrari de teixits, es reinventava amb un renovat orgull. En paral·lel, l'aposta per nous sectors industrials i d'activitat i per convertir la universitat en un autèntic motor de futur (sobre la base de les escoles industrials tèxtils fundades a principis del segle XX), així com la profunda renovació urbanística i l'aparició de nous barris, van transformar decisivament la ciutat a la recta final del segle xx.
És en aquest context que Terrassa aposta pels Jocs Olímpics de 1992, a Barcelona, no només per tenir un paper destacat com a subseu d'hoquei (un esport arrelat a la ciutat també a començaments de segle, en el qual Terrassa és una "potència esportiva" a nivell internacional), sinó també com una oportunitat per marcar un abans i un després, en l'urbanisme però també en la cultura (a través de destacades exposicions que recuperaven la Terrassa de cent anys enrere) i fins i tot en l'esperit d'una comunitat que respirava un nou optimisme i començava a mirar el futur amb confiança i ambició. Els Jocs del 92 van deixar a la ciutat importants infraestructures, van actuar com un estímul de modernització i van simbolitzar un canvi històric: estava naixent una nova Terrassa, orgullosa del seu passat, recuperada de les seves crisis de creixement, amb noves oportunitats econòmiques i una nova fesomia. Poques ciutats han experimentat un canvi d'aquestes dimensions al nostre país.

## Terrassa: turisme cultural
En aquell moment, l'Ajuntament Arxivat 2011-03-09 a Wayback Machine. comença a dissenyar per primera vegada una estratègia de promoció turística local, inicialment molt vinculada als Jocs Olímpics, però amb vocació de continuïtat. Els fenòmens del turisme cultural i del turisme industrial començaven a arribar al gran públic en una època en la qual Catalunya explorava l'evolució futura del model turístic definit en els anys seixanta i setanta. Terrassa va començar a crear una oferta de serveis i rutes turístiques estretament vinculades al patrimoni industrial modernista recentment recuperat, així com a elements singulars del seu patrimoni medieval, com el conjunt de les esglésies de Sant Pere, o del seu entorn paisatgístic, com el Parc Natural de Sant Llorenç i la serra de l'Obac. Terrassa era, com deia un eslògan d'aquella època, "una ciutat per descobrir", un gran museu viu de la revolució industrial, que conservava un paisatge urbà irrepetible, capaç d'atraure cada vegada més visitants i de situar-se com un referent a Catalunya.
A la primavera de 1993, l'Ajuntament, el Museu de Terrassa i el Museu Tèxtil van organitzar una jornada cultural i festiva en la que es va reproduir l'ambientació de la Terrassa d'un segle enrere: exactament, del 28 de març de l'any 1918. Aquesta ruta teatralitzada va comportar la recreació de vestuaris, i escenes característiques, que permetien reviure l'atmosfera de l'antiga ciutat industrial.
La dècada següent es va anar consolidant progressivament l'oferta turística terrassenca, en la qual el modernisme industrial tenia un paper cabdal. L'estratègia de promoció buscava la projecció exterior de la ciutat, la creació de noves activitats econòmiques al voltant del turisme cultural i de l'oci, la potenciació de l'oferta hotelera i gastronòmica... La creació d'una acurada línia de disseny i artesania d'objectes inspirats en el patrimoni terrassenc complementa aquesta estratègia, que ha merescut recentment el reconeixement del Govern de la Generalitat i ha estat mostrada en exposicions a diferents poblacions catalanes.

## Turisme industrial a Catalunya, Espanya i Europa
D'aquesta manera, Terrassa va consolidar la seva posició al mapa turístic català, amb el suport de la Diputació de Barcelona i de la Generalitat de Catalunya, i va situar-se en el punt adequat per prendre part posteriorment en iniciatives com la xarxa Réseau Art Nouveau Network, creada a escala europea el 1999, o la Xarxa de Turisme Industrial de Catalunya (XATIC), amb seu a Terrassa des del 2006.
Actualment, Terrassa ocupa un lloc destacat al mapa europeu del modernisme i el turisme industrial, al costat de municipis com Barcelona, Reus, Sitges, Bad Nauheim (Alemanya), Lodz (Polònia), Tblissi (Geòrgia), La-Chaux-de-Fonds (Suïssa), Brussel·les (Bèlgica), Alesund (Noruega), Glasgow (Regne Unit), Hèlsinki (Finlàndia), Viena (Àustria), Ljubljana (Eslovènia), Nancy i Avinyó (França) o la província de Varese (Itàlia).
La Xarxa de Turisme Industrial de Catalunya (XATIC, www.xatic.cat), és una associació de 20 municipis catalans creada el 2006, amb la seva seu central a Terrassa (Masia Freixa), que cooperen per promoure el turisme industrial al nostre país. El suport de la Generalitat de Catalunya, la Diputació de Barcelona (Turisme Total) i el Ministeri d'Indústria, Comerç i Turisme ha fet possible el desplegament d'una estratègia a escala nacional. En formen part els ajuntaments de Terrassa, Àreu, Bellmunt del Priorat, Capellades, Cardona, Castellar de n'Hug, Castelló d'Empúries, Cercs, Esparreguera, Esplugues de Llobregat, Granollers, Igualada, Manlleu, Manresa, Palafrugell, Puig-reig, Ripoll, Sant Sadurní d'Anoia, Santa Coloma de Cervelló i Vilanova i la Geltrú.
El suport del Museu Nacional de la Ciència i la Tècnica de Catalunya (sistema nacional de museus amb seu central a Terrassa, a l'antic Vapor Aymerich, Amat i Jover) és decisiu per desenvolupar un pla de dinamització turística orientada a difondre la gran riquesa i diversitat del patrimoni turístic i cultural català associat a la revolució industrial dels segles XIX i principis del XX, així com a crear activitats econòmiques i culturals al voltant del relativament nou fenomen del turisme industrial.
Però la creació de la Xarxa de Turisme Industrial de Catalunya va ser posterior a la primera edició de la Fira Modernista i en certa manera fins i tot en va ser una de les conseqüències: l'estratègia posada en marxa els anys 90 desplegava totes les seves possibilitats i evidenciava el seu encert.

## 2003: la primera Fira Modernista
Deu anys després d'aquella jornada que reproduïa l'ambient i la vida quotidiana de la Terrassa de 1918, el mes de maig de 2003 es va celebrar la primera Fira Modernista de Terrassa. Es recuperava la tradició medieval de la fira de primavera i es barrejava amb l'ànima modernista i industrial terrassenca, per crear un esdeveniment cultural, turístic i comercial únic a Catalunya.
Desenes de milers de persones han pogut gaudir des d'aleshores d'una oferta anual de dos dies amb ambientació, espectacles, gastronomia, artesania, exposicions, activitats infantils, rutes turístiques, cinema, cultura popular, cercaviles, concerts, exhibicions d'automòbils i motos antigues, xerrades, artesania, mercat modernista, tallers... Des del seu naixement, la Fira Modernista va apostar perquè els participants puguin experimentar, tocar, veure, jugar, menjar, assaborir, tot allò que constitueix un autèntic viatge enrere en el temps cap als primers anys del segle xx, al voltant del patrimoni modernista i industrial de Terrassa.
L'any 2006, la Generalitat de Catalunya va atorgar a la Fira Modernista de Terrassa la qualificació de Fira d'Interès Turístic a Catalunya.